# Stathmodera wagneri
Stathmodera wagneri là một loài bọ cánh cứng trong họ Cerambycidae.